# Kunsthaus Essen

Kunsthaus Essen Logo

Das Kunsthaus Essen im Essener Stadtteil Rellinghausen ist ein Ausstellungs- und Veranstaltungszentrum für Künstler in Essen.

## Kunsthaus
Das Kunsthaus wurde 1977 gegründet:

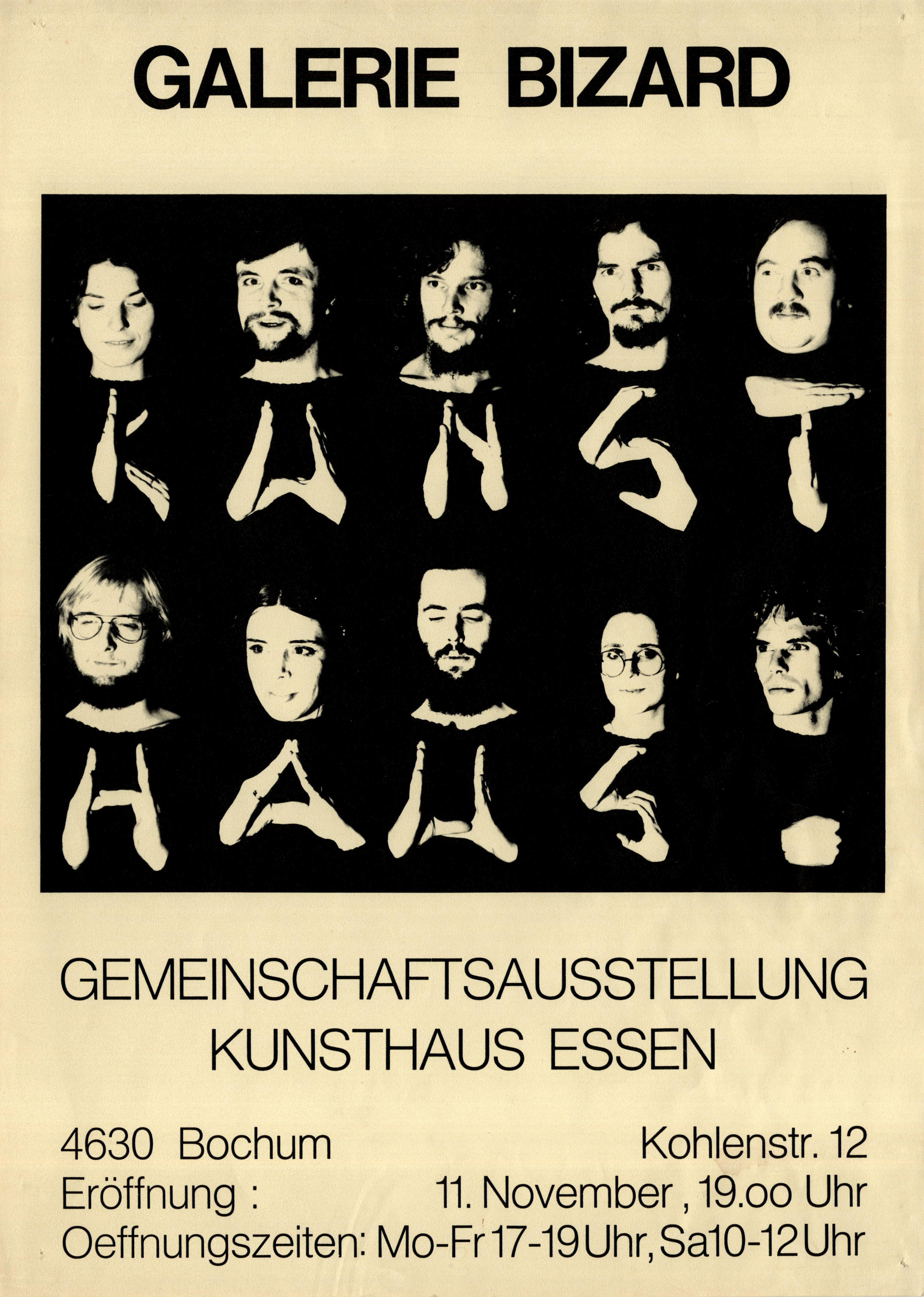
Ausstellungsplakat der ersten Gemeinschaftsausstellung der Gründungsmitglieder von Kunsthaus Essen e. V.

Auf dem Plakat sind die Gründungsmitglieder abgebildet.
- obere Reihe: Lisa Klahold, Albrecht Nolte, Rolf-Maria Rexhausen, Tom Forger, Günter Sponheuer
- untere Reihe: Jürgen Fraczewski, Bärbel Forger, Walter Nagat, Waltraud Steuer, Jo Schäfer.

Die erste Gemeinschaftsausstellung dieser Gründungsmitglieder erfolgte im November 1977 in der Galerie Bizard in Bochum. Die erste Gemeinschaftsarbeit war ein Plakat für die Bochumer Ausstellung nach einer Idee von Walter Nagat. Ziel der Künstler war es, ein leerstehendes Haus, man spekulierte auf ein altes Schulgebäude, anzumieten, in dem neben Wohnateliers für die Mitglieder verschiedene Werkstätten für das Arbeiten mit Holz und Metall, eine Töpferei und ein Fotolabor Platz finden sollten. Die Gruppe wollte durch die Auseinandersetzung mit der Arbeit der anderen Künstler, mehr Kreativität für die eigene Arbeit gewinnen.

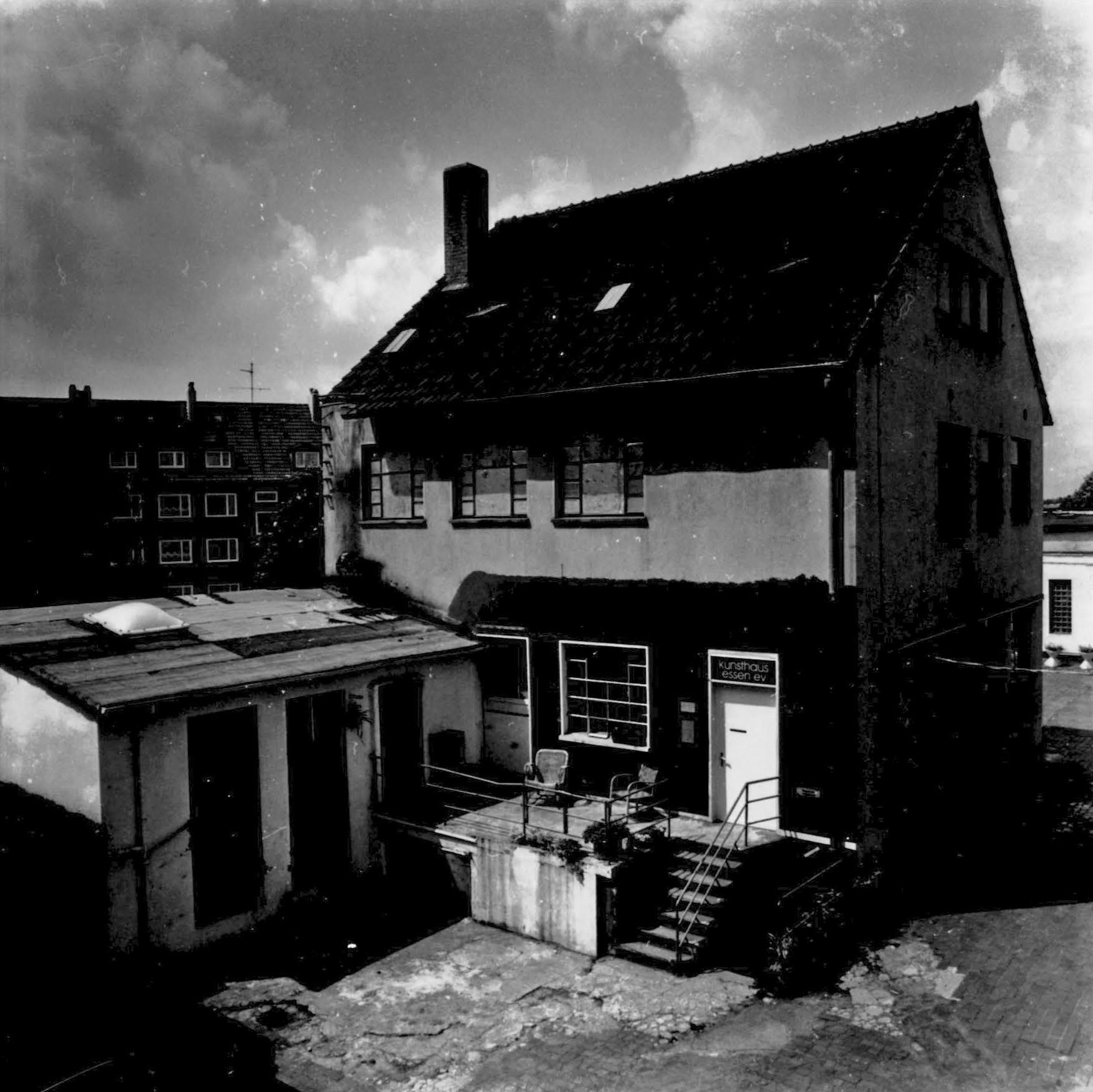
Blick vom Vorderhaus auf den Hof und das Gebäude vom Kunsthaus Essen e. V. von 1978 an

Gleichzeitig sollte der Öffentlichkeit ein Kommunikationszentrum mit allen Arten künstlerischer Darstellung zur Verfügung gestellt werden. 1978 erfolgte die Anmietung von geeigneten Räumlichkeiten in der ehemaligen Wäscherei „Adler“ im Hinterhof der Eduard-Lucas-Str. 26a in Essen. Im gleichen Jahr begann der Ausbau einer Holzwerkstatt, eines Malateliers und eines Fotolabors. Die Umbauarbeiten verstärkten das Zusammengehörigkeitsgefühl, gleichzeitig aber wurden die künstlerischen Inhalte vernachlässigt. Einige Mitglieder zogen sich zurück, andere kamen hinzu. Es gab Kooperationen mit dem Kulturamt der Stadt Essen und der AWO (Arbeiterwohlfahrt). Ein Kursprogramm wurde entwickelt.
Es gab Auftritte von Pigeon Drop, die Rolf Maria Rexhausen und Dana Savic direkt vom Festival of Fools in Amsterdam verpflichtet hatten, ebenso wie Konzerte von Helge Schneider, der oft bereit war aufzutreten, wenn es finanzielle Engpässe gab und Stefan Stoppok mit der Stender-Band.

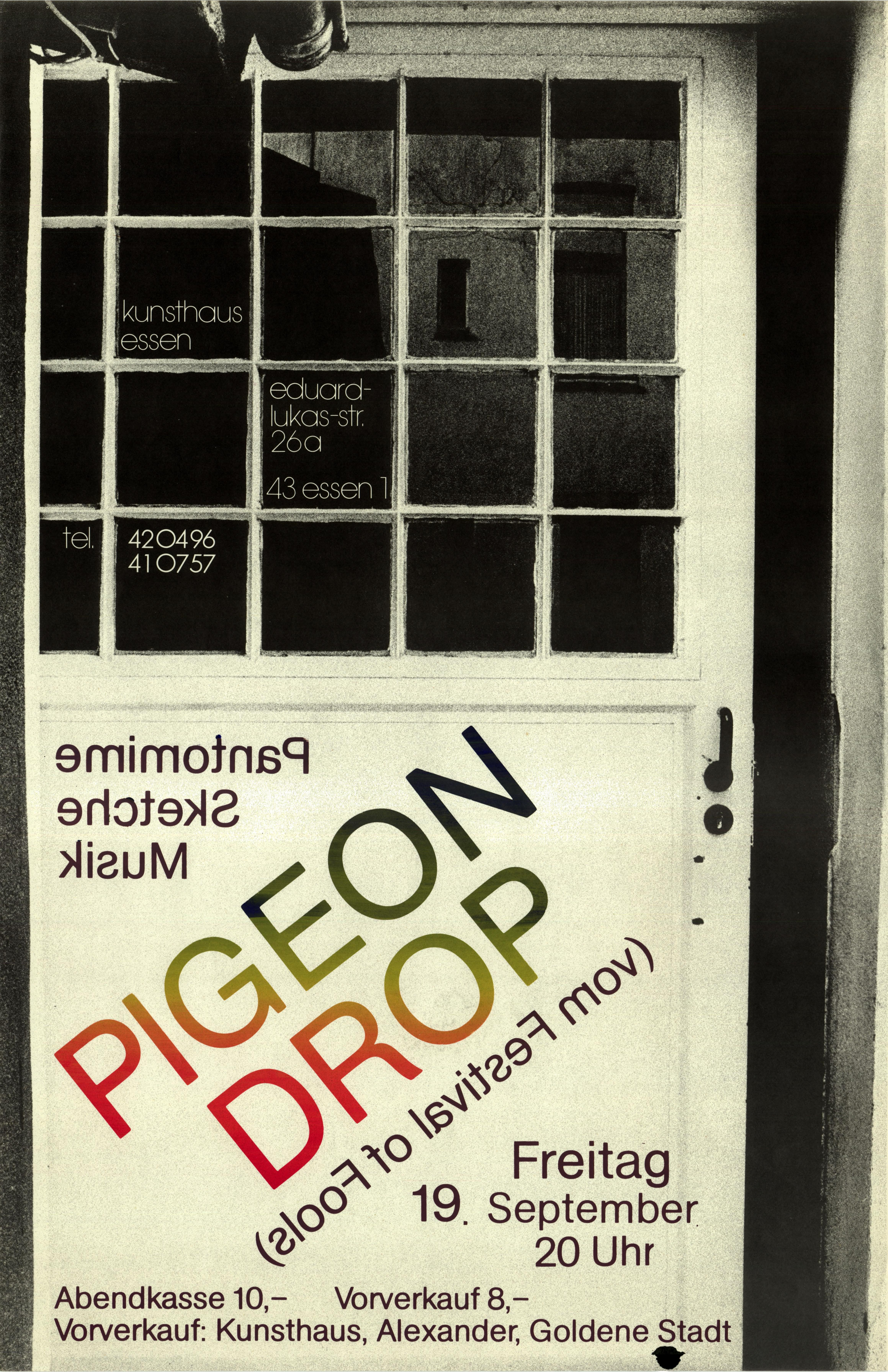
Das erste Ausstellungsplakat. Eine Gemeinschaftsarbeit von Rolf-Maria Rexhausen und Rainer Vollmer

Harald Schmidt, der gerade von Kay Lorentz zum Düsseldorfer Kommödchen geholt worden war, trat mit seinem ersten Soloprogramm auf. Diese Highlights waren unter anderem den guten Kontakten des Kunsthaus-Geschäftsführers Andreas Kunze zu verdanken, der 2010 verstarb. Weitere wichtige Personen waren als Geschäftsführer: Günter Sponheuer, Folkwang-Leistungspreisträger für Malerei des Jahres 1967 und als Vorstand: Waltraut Steuer.
Mitte der 1980er Jahre zog das Kunsthaus in eine ehemalige Schule im Essener Stadtteil Rellinghausen und entwickelte sich dort zu einem regional wie international bedeutsamen Ausstellungs- und Produktionsort für zeitgenössische Kunst. Die Konzeption der Ausstellungen, Publikationen und Veranstaltungen werden von den im Haus vertretenen Künstlern und Mitgliedern erarbeitet und durchgeführt. Es gibt 16 ständige Ateliers, ein Tonstudio, einen modernen Tanzsaal sowie ein Atelier mit Wohnraum für das Artist in Residenz-Programm des Hauses.
Geschäftsführer und Kurator war bis 2023 Dr. Uwe Schramm, der gemeinsam mit einigen Ateliernutzern auch die Ausstellungen organisierte. Seitdem leitet Katharina Bruns das Haus.

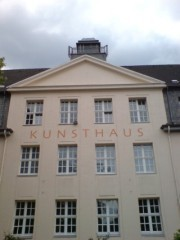
Kunsthaus Essen 2018

## Stipendium Junge Kunst in Essen
- 1998: Caro Suerkemper
- 1999: Peter Torp
- 2000: Phillip Zaiser
- 2001: Matthias Weischer
- 2002: Astrid Nippoldt
- 2003: Jana Gunstheimer
- 2004: Slawomir Elsner
- 2005: Phillip Morlock
- 2006: Simon Halfmeyer
- 2007: Anna Lea Hucht
- 2008: Ole Aselmann
- 2009: Axel Loytved
- 2010: Simone Junker
- 2011: Balz Isler
- 2012: Julia Charlotte Richter
- 2013: Francisca Gómez

## Artist in Residenz Programm
- 2015 Idan Hayosh
- 2021 Katrin Kamrau, Ali Yass, Uta Pütz

Café mit kleiner Konzertbühne im Kunsthaus Essen 2018

## Ateliers
Zu den bis ins Jahre 2016 im Kunsthaus arbeitenden Künstler zählen: Luis Antunes Pena, Stephan von Knobloch, Christian Gode, Christoph Esser, Colin Penno, Katrin Braun, Ulla Kalkowsky, Cornelia Baltes, Anne Berlit, Pavlina Cerna, Sebastian Fritzsch, Petra Göbel, Alexeider Abad Gonzalez, Johannes Gramm, Anke Grams, Raoul Haarmann, Christoph Hildebrand, Katharina Lökenhoff, Renate Neuser, Paran Pour, Sandra Setzkorn, Gerda Schlembach, Martina Achenbach, Peter Cloos, Sven Drühl, Thomas Fehige, Tomas Forger, Ellen Hartleif, Matt Haycocks, Roman Kochanski, Karin Hilmar, Elke Kelc (Grevel), Mlallack Klyne, Sigrid Lange, Karl-Heinz Mauermann, Katharina Mentink, Uschi Meschenmoser, Christian Paulsen, Gillian Perry, Anna Reitmeier, Claudia Sacher, Hubert Sandmann, Matthias Schamp, Klaus Sondermann, Günther Sponheuer, Christoph Kammer, Jens Meinerz, Rainer Vollmer, Alexander Werth, Fabian Weinecke, Christoph Wiese, Harriet Wölki, Ingrid Weidig, Phillip Ullrich und andere.

## Ausstellungen
Seit dem Jahr 2004 finden regelmäßig Ausstellungen und Performances statt. Die Ausstellungen sind sowohl als Einzel- wie auch Gruppenausstellungen konzipiert und die Gruppenausstellungen stehen häufig unter einem Motto.

### Künstler (Auswahl)
- Monika Günther
- Gil Shachar
- Tim Cierpiszewski
- Lee Young-Jae
- Albert Renger-Patzsch
- Denise Winter
- Barbara Köhler
- Johannes Gramm
- Korhan Erel
- Christopher Daniels
- Manuel Wiedemann
- Timm Rautert
- Carl Emanuel Wolff
- Heike Kati Barath
- Christian Odzuck
- Gereon Krebber
- Florian Süssmayr
- Slawomir Elsner

## MontagTontag
Seit 2010, dem Kulturhauptstadtjahr im Ruhrgebiet, läuft im Café des Kunsthauses die Konzertreihe MontagTontag. Dabei spielen seit jeden Montag bei freiem Eintritt Musiker, Bands und Performer ein jeweils einstündiges Konzert.

## Gebäude
Errichtet wurde das Schulgebäude von Oskar Schwer, dem verantwortlichen Architekten der gesamten Gottfried Wilhelm Kolonie in Essen-Rellinghausen. Im heutigen Kunsthaus wurde 1925 die „Städtische Knabenmittelschule Essen-Süd“ eingeweiht, die Vorgängerschule der heutigen Albert-Einstein-Realschule. Die ersten Unterlagen liegen in der Schule selbst für das Jahr 1934 vor, möglicherweise sind Dokumente während des Zweiten Weltkrieges zerstört worden. Nach der Wiederaufnahme des Unterrichts 1945 mussten die Schüler über einen langen Zeitraum Schichtunterricht mit Vormittags- und Nachmittagsunterricht ertragen. Im Jahr 1953 erfolgte dann der erste Spatenstich zum Neubau eines Schulgebäudes am Ardeyplatz – der erste Schulneubau der Stadt Essen nach dem Zweiten Weltkrieg überhaupt. Im darauffolgenden Jahr wurde der Unterricht in den neuen Schulräumen aufgenommen.

## Lage
- Adresse: Kunsthaus Essen e. V., Rübezahlstraße 33, 45134 Essen
- ÖPNV: Essen, Haltestellen Finefraustraße, Annental